# Kameron Chatman
Kameron Chatman (Portland, 1º giugno 1996) è un cestista statunitense.